# Млинки (Тернопольская область)
Млинки (укр. Млинки) — село в Золотопотокской поселковой общине Чортковского района Тернопольской области Украины.
До 2020 года входило в Бучачский район.
Код КОАТУУ — 6121287803. Население по переписи 2001 года составляло 299 человек.

## Географическое положение
Село Млинки находится на берегу реки Барыш,
выше по течению на расстоянии в 1,5 км расположено село Порохова,
ниже по течению на расстоянии в 1 км расположен пгт Золотой Поток.

## Объекты социальной сферы
- Школа I ст.